# Gunnar Åkerlund
Pour les articles homonymes, voir Åkerlund.
Gunnar Åkerlund, né le 20 novembre 1923 à Nyköping et mort le 4 octobre 2006 dans la même ville, est un kayakiste suédois.

## Palmarès

### Jeux olympiques
- Londres 1948 :
  -  Médaille d'or en K-2 10 000 m avec Hans Wetterström.
- Helsinki 1952 :
  -  Médaille d'argent en K-2 10 000 m avec Hans Wetterström.

### Championnats du monde
- Londres 1948 :
  -  Médaille d'or en K-4 1 000 m avec Hans Berglund, Lennart Klingström et Hans Wetterström.
- Copenhague 1950 :
  -  Médaille d'or en K-2 10 000 m avec Hans Wetterström.
  -  Médaille d'argent en K-4 1 000 m avec Sven-Olov Sjödelius, Ebbe Frick et Hans Wetterström..